# 維斯塔聖羅莎 (加利福尼亞州)
維斯塔聖羅莎（英語：Vista Santa Rosa）是位於美國加利福尼亞州河濱縣的一個人口普查指定地區。

## 地理
維斯塔聖羅莎的座標為33°37′21″N 116°12′45″W / 33.62250°N 116.21250°W，而該地最高點為海拔高度-21米（即-69英尺）。

## 人口
根據2010年美國人口普查的數據，維斯塔聖羅莎的面積為41.785平方千米，當中陸地面積為41.753平方千米，而水域面積為0.032平方千米。當地共有人口2926人，而人口密度為每平方千米70人。